# Hanosaurus
Hanosaurus is een geslacht van uitgestorven mariene reptielen dat leefde tijdens het Trias in wat nu China is. 
Het werd in 1972 benoemd door Yang Zhongjian ('C.C. Young'). De typesoort is Hanosaurus hupehensis. De geslachtsnaam verwijst naar de rivier de Han. De soortaanduiding verwijst naar de herkomst uit de provincie Hubei.
Het holotype is IVPP V 3231, een skelet met schedel gevonden bij Songshugoulaowan in een laag van de Jialingjiangformatie die dateert uit het Olenekien. In 2022 werd een tweede skelet toegewezen, specimen IVPP V 15911 met een lengte van tachtig centimeter.
Hanosaurus was een klein dier dat zich, gezien de zwakke kaakmusculatuur, waarschijnlijk voedde met een zachte prooi. De nek is relatief kort met slechts vijftien halswervels.
De affiniteiten zijn onduidelijk; het is zowel beschreven als een lid van de Pachypleurosauria en als een zustergroep van die groep. In 2022 werd het gevonden als meest basale lid van de Sauropterygiformes.